# Das neunzehnte Jahrhundert in Deutschlands Entwicklung
Das neunzehnte Jahrhundert in Deutschlands Entwicklung ist eine Buchreihe, die von dem Schriftsteller Paul Schlenther herausgegeben wurde. Sie erschien unter Beteiligung namhafter Gelehrter in den Jahren seit 1899 im Berliner Verlag von Georg Bondi.

## Charakter der Buchreihe
Die Bände der Reihe stellen – in ihrer speziellen Thematik – jeweils für sich wie auch, dem Anspruch nach, als Gesamtwerk den Versuch dar, vom geschichtlichen Standpunkt um 1900 aus einen umfassenden Überblick über die kulturelle, politische, wissenschaftliche und ökonomische Entwicklung zu geben, die Deutschland im Laufe des neunzehnten Jahrhunderts, also bis in die unmittelbare Gegenwart von Autoren und Lesern, genommen hat.

## Einzelbände
- Theobald Ziegler: Die geistigen und socialen Strömungen des 19. Jahrhunderts (Das neunzehnte Jahrhundert in Deutschlands Entwicklung. Band 1). Bondi, Berlin 1899 (Digitalisierte Ausgabe unter: urn:nbn:de:s2w-8701)
  - Zweite Auflage. Bondi, Berlin 1901.
  - Dritte, umgearbeitete Auflage. Bondi, Berlin 1910.
  - Die geistigen und sozialen Strömungen Deutschlands im 19. und 20. Jahrhundert bis zum Beginn des Weltkrieges. Siebente Auflage (Volksausgabe 24.–30. Tsd.). Bondi, Berlin 1921.
- Cornelius Gurlitt: Die deutsche Kunst des neunzehnten Jahrhunderts. Ihre Ziele und Thaten (Das neunzehnte Jahrhundert in Deutschlands Entwicklung. Band 2). Bondi, Berlin 1899 (Digitalisierte Ausgabe unter: urn:nbn:de:s2w-8745)
- Richard M. Meyer: Die deutsche Literatur des neunzehnten Jahrhunderts. 1.–4. Tsd. (Das neunzehnte Jahrhundert in Deutschlands Entwicklung. Band 3). Bondi, Berlin 1900 (Digitalisierte Ausgabe unter: urn:nbn:de:s2w-8781)
  - Zweite Auflage. Bondi, Berlin 1900.
  - Dritte, umgearbeitete Auflage. Bondi, Berlin 1907.
  - Vierte, umgearbeitete Auflage. Bondi, Berlin 1910.
- Georg Kaufmann: Politische Geschichte Deutschlands im neunzehnten Jahrhundert (Das neunzehnte Jahrhundert in Deutschlands Entwicklung. Band 4). Bondi, Berlin 1900 (Digitalisierte Ausgabe unter: urn:nbn:de:s2w-8721)
- Siegmund Günther: Geschichte der anorganischen Naturwissenschaften im neunzehnten Jahrhundert. 1.–3. Tsd. (Das neunzehnte Jahrhundert in Deutschlands Entwicklung. Band 5). Bondi, Berlin 1901 (Digitalisierte Ausgabe unter: urn:nbn:de:s2w-8699)
- Franz Carl Mueller: Geschichte der organischen Naturwissenschaften im neunzehnten Jahrhundert. Medizin und deren Hilfswissenschaften, Zoologie und Botanik (Das neunzehnte Jahrhundert in Deutschlands Entwicklung. Band 6). Bondi, Berlin 1902 (Digitalisierte Ausgabe unter: urn:nbn:de:s2w-8716)
- Werner Sombart: Die Deutsche Volkswirtschaft im neunzehnten Jahrhundert. 1.–5. Tsd. (Das neunzehnte Jahrhundert in Deutschlands Entwicklung. Band 7). Bondi, Berlin 1903 (Digitalisierte Ausgabe unter: urn:nbn:de:s2w-8451)
  - Zweite, durchgesehene Auflage. Bondi, Berlin 1909.
- Colmar von der Goltz: Kriegsgeschichte Deutschlands im neunzehnten Jahrhundert. Teil 1: Im Zeitalter Napoleons. 1.–4. Tsd. (Das neunzehnte Jahrhundert in Deutschlands Entwicklung. Band 8). Bondi, Berlin 1910 (Digitalisierte Ausgabe unter: urn:nbn:de:s2w-8556)
- Colmar v. d. Goltz: Kriegsgeschichte Deutschlands im neunzehnten Jahrhundert. Teil 2: Im Zeitalter Kaiser Wilhelms des Siegreichen. 1.–4. Tsd. (Das neunzehnte Jahrhundert in Deutschlands Entwicklung. Band 9). Bondi, Berlin 1914 (Digitalisierte Ausgabe unter: urn:nbn:de:s2w-8572)